# Place des Chibanis-et-des-Chibanias
La place des Chibanis et des Chibanias est une place située dans le 18e arrondissement de Paris, en France.

## Situation et accès
La place est située à l'intersection de la rue de Chartres et de rue de la Goutte-d'Or.

## Origine du nom
La place rend hommage aux Chibanis et Chibanias, des termes désignant les populations originaires d'anciennes colonies (majoritairement du Maghreb), émigrées en France durant les Trente Glorieuses (1945-1975) sans être parvenues à s'y forger une situation stable.

## Historique
Par délibération du 13 février 2025, la voie prend la dénomination de « Place des Chibanis et des Chibanias ».